# Історія ЛСД
Ентеоген діетиламід лізергінової кислоти було синтезовано 16 листопада 1938 року швейцарським хіміком Альбертом Гофманом в лабораторії фірми Sandoz (нині Novartis) у Базелі, Швейцарія. Лише через майже п'ять років, 19 квітня 1943 було відкрито психоактивні властивості речовини.

## Відкриття

### «День велосипеда»
День Велосипеда (англ. Bicycle Day) — відзначається в пам'ять про 19 квітня 1943, коли швейцарський хімік Альберт Гофман навмисно, перший із людей, прийняв 250 мкг ЛСД.
Менш ніж за годину після прийому препарату Гофман відчув раптову й інтенсивну зміну в світосприйнятті. Побоюючись, що захворів, Гофман поїхав із лабораторії додому на велосипеді. Під час поїздки його стан різко погіршився, з'явилося відчуття тривоги, різні марення. Гофману ввижалося, що його сусідка — зла відьма, а навколишні предмети покрилися кольоровими плямами.
Так він відчув дію ЛСД, зробивши цей день датою першого у світі «кислотного тріпу». Дія ЛСД проявилась у тому, що суб'єктивні відчуття Гофмана (дуже повільна їзда) не відповідали об'єктивним (дуже велика швидкість руху). Як з'ясувалося пізніше, Гофман більш ніж в десять разів перевищив порогову дозу препарату.
22 квітня він написав про свій експеримент, а пізніше помістив цю замітку до своєї книги «ЛСД — моє складне дитя» (англ. LSD: My Problem Child).